# Abbaye Saint-Philibert de Noirmoutier
Ne doit pas être confondu avec Abbaye Notre-Dame de la Blanche.
L'abbaye Saint-Philibert de Noirmoutier est un monastère fondé à partir de 674 sur l'île de Noirmoutier par Philibert de Tournus, qui y meurt le 20 août 684.

## Histoire
Philibert, ou Philbert (qu'on écrit aussi Filibert, selon l'ancienne orthographe latine, le Ph -orthographe grecque- étant plus tardif et dû sans doute au contact avec le prénom Philippe: les vitraux de l'église portent l'orthographe en F et non Ph) en conflit avec Ébroïn, maire du palais de Neustrie, doit quitter l'abbaye de Jumièges qu'il a fondée près de Rouen. Il est accueilli par l'évêque de Poitiers Ansoald qu'il aide dans l'évangélisation de son diocèse, puis se retire avec quelques moines de Jumièges, sur l'île de Her, aujourd'hui île de Noirmoutier. Le 1er juillet 677, Ansoald donne aux moines sa villa de Deas et d'autres terres qui permettront le développement de l'abbaye. 
D'abord appelé Herio puis Hermoutier, le monastère prend le nom de Noirmoutier de la couleur dont sont vêtus les moines bénédictins qui l'occupent. Il vit de l'exploitation des marais salants et de travaux agricoles, et commerce avec le continent grâce à son port. L'abbaye subsiste dans un état florissant jusqu'à ce qu'elle soit détruite par les Sarrasins en 732. En 799, une flotte scandinave attaque et pille le monastère.
L'abbaye de Noirmoutier est rétablie en 804 par Louis le Pieux, roi d'Aquitaine. Elle est pillée plusieurs fois entre 814 et 819 par les Normands. Dirigés par leur abbé Arnoul ou Arnulf, Les moines construisent à Déas, sur les rives du lac de Grand-Lieu une nouvelle abbaye après avoir obtenu en 819 l'autorisation de Louis le Pieux, devenu empereur, de détourner la rivière Boulogne. Noirmoutier est de nouveau saccagée par les Vikings en 824, 830, 835 et l'abbaye est finalement incendiée en 846. L'île devient alors une base pour les opérations des Vikings sur la Loire.
Le 7 juin 836, les moines quittent l'île pour Déas, transportant la chasse contenant le corps de saint Philibert. De nouveau chassés par les Vikings en 847, ils se réfugient au prieuré de Cunault-sur-Loire qui leur a été donné comme retraite en 845. Ils y emmènent les reliques de saint Philbert en 857, mais doivent fuir de nouveau devant les Normands en 862 à Messais en Poitou, dans un domaine offert par Charles le Chauve. En 870, ils sont à Saint-Pourçain-sur-Sioule en Auvergne pour arriver à Tournus, dans le Mâconnais, en 875 après une longue pérégrination avec les reliques de leur saint fondateur. Ils y fondent l'abbaye Saint-Philibert de Tournus. Le monastère de Noirmoutier est réduit en prieuré dépendant de l'abbaye de Tournus aux alentours de l'an mille.
En 1172, une communauté de moines cisterciens s'installe à l'île du Pilier, puis obtient du seigneur Pierre IV de Beauvoir une charte pour s'établir à Noirmoutier en 1205. Les moines construisent au nord de l'île, l'abbaye de la Blanche, nommée ainsi en raison de la couleur de leurs vêtements. Celle-ci, dépendant du diocèse de Luçon, subsistera jusqu'à la Révolution de 1789.

## Architecture
Des anciens bâtiments, seule la crypte mérovingienne subsiste sous l'église paroissiale Saint-Philbert de Noirmoutier-en-l'Île.

## Abbés
(liste non exhaustive)
- 674-684  - Philibert de Tournus, qui y meurt le 20 août 684.

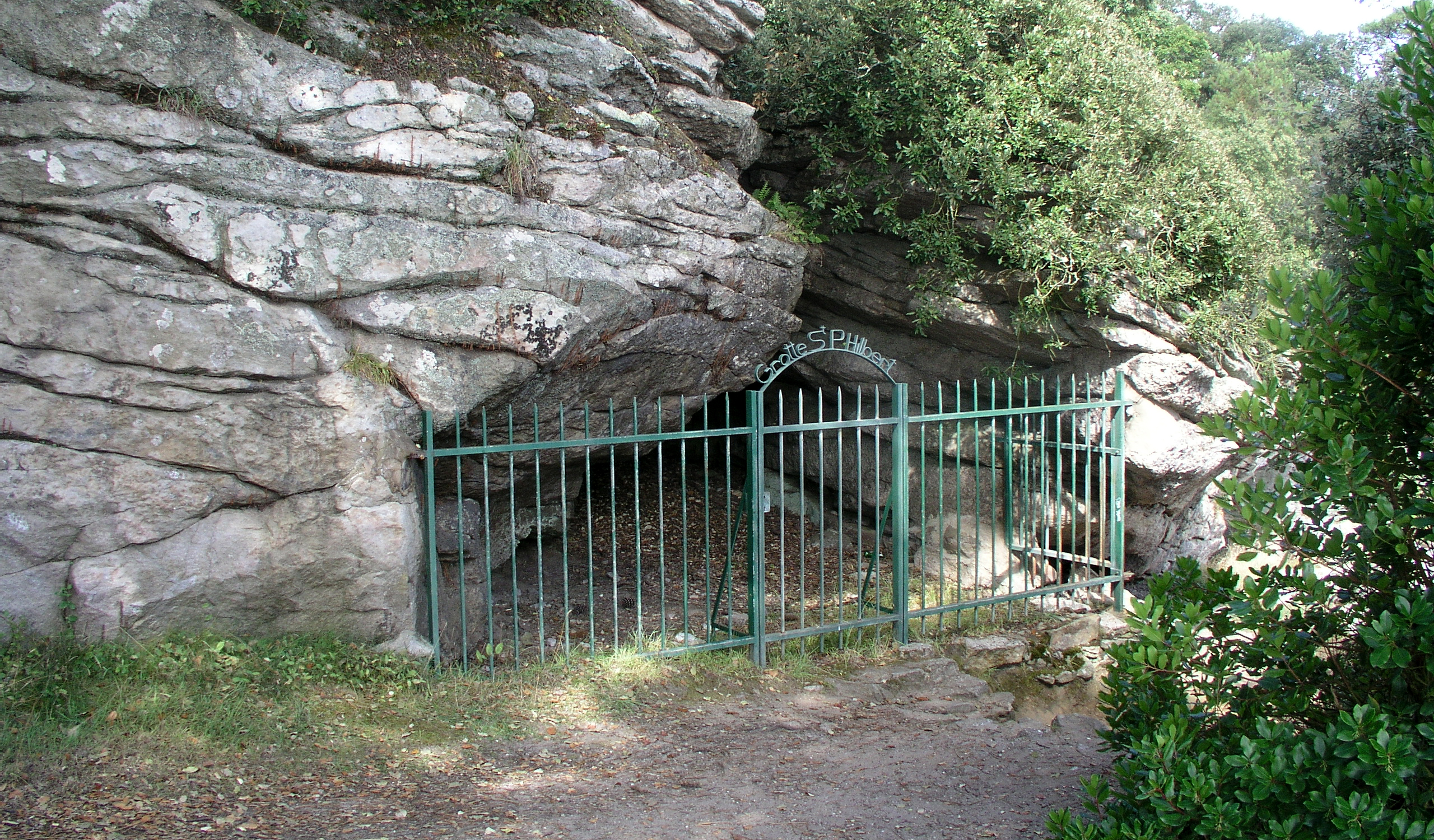
La grotte Saint-Philbert s'ouvre dans le bois de la Chaise, sur la côte orientale de l'île de Noirmoutier.

- début IXe siècle : Aton, également évêque de Saintes.
- avant 815-825 : Arnoul ou Arnulf, constructeur de l'abbaye de Saint-Philbert-de-Grand-Lieu
- 825-854 (au prieuré de Cunault) Hibold, l'abbé qui décide et conduit à partir de 836 la translation des reliques de saint Philibert sous la pression des attaques vikings et bretonnes.

## Moines célèbres
- Vital de Saint-Viaud, ermite d'origine irlandaise, décédé en 750
- Gilon de Tournus ou Geilo, abbé  en 875. Il deviendra évêque de Langres.